# Пэрис, Кортни
Кортни Линн Пэрис (англ. Courtney Lynne Paris; род. 21 сентября 1987 года в Сан-Хосе, штат Калифорния, США) — американская профессиональная баскетболистка, выступавшая в женской национальной баскетбольной ассоциации. Она была выбрана на драфте ВНБА 2009 года в первом раунде под общим седьмым номером командой «Сакраменто Монархс». Играла на позиции центровой.

## Ранние годы
Кортни Пэрис родилась 21 сентября 1987 года в городе Сан-Хосе (штат Калифорния) в семье Уильяма Пэриса и Линн Харрис, у неё есть четыре брата, Уэйн, Дэвид, Остин и Брэндон, а также сестра-близнец, Эшли. Училась она немного севернее в средней школе Миллениум, которая находится в небольшом городке Пидмонт, где выступала за местную баскетбольную команду.